# Comuna Hrușvîțea Druha
Hrușvîțea Druha (în ucraineană Грушвиця Друга) este o comună în raionul Rivne, regiunea Rivne, Ucraina, formată din satele Dibrivka, Hrușvîțea Druha (reședința), Hrușvîțea Perșa și Martînivka.

## Demografie
Componența lingvistică a comunei Hrușvîțea Druha
     Ucraineană (99,22%)
     Alte limbi (0,78%)
Conform recensământului din 2001, majoritatea populației comunei Hrușvîțea Druha era vorbitoare de ucraineană (99,22%), existând în minoritate și vorbitori de alte limbi.